# Calificările pentru Campionatul Mondial de Fotbal 2018 (AFC) – runda a doua
Runda secundă a meciurilor AFC din Calificările pentru Campionatul Mondial FIFA 2018 și calificările pentru Cupa Asiei pe Națiuni 2019 se vor desfășura între 11 iunie 2015 și 29 martie 2016

## Format
40 de echipe vor fi împărțite în opt grupe de câte cinci pentru a juca acasă-și-în deplasare, se califică cele opt câștigătoare de grupe plus cele mai bune 4 de pe locul doi vor avansa în runda a treia calificărilor pentru Campionatul Mondial de Fotbal și se vor califica în finala Cupa Asiei AFC.
Cele mai bune 24 de echipe eliminate de la Cupa Mondială în runda a doua de calificări vor fi împărțite în șase grupe de câte patru pentru locurile rămase pentru Cupa Asiei 2019 (runda a treia de calificări pentru Cupa Asiei 2019 va fi separată de runda a treia al Calificărilor pentru Campionatul Mondial de Fotbal 2018).

## Distribuția
Tragerea la sorți pentru runda secundă a avut loc pe 14 aprilie 2015, 17:00 MYT (UTC+8), la JW Marriott Hotel din Kuala Lumpur, Malaysia.
Distribuția a fost bazată pe Clasamentul FIFA pe națiuni din luna aprilie 2015, care a determinat tragerea la sorți. Cele 40 de echipe au fost repartizate în cinci urne:
- Urna 1 conținea echipele clasate pe locurile 1–8
- Urna 2 conținea echipele clasate pe locurile 9–16
- Urna 3 conținea echipele clasate pe locurile 17–24
- Urna 4 conținea echipele clasate pe locurile 25–32
- Urna 5 conținea echipele clasate pe locurile 33–40

| Urna 1 | Urna 2 | Urna 3 | Urna 4 | Urna 5 |
| --- | --- | --- | --- | --- |
| - Iran (40) - Japonia (50) - Coreea de Sud (57) - Australia (63) - Emiratele Arabe Unite (68) - Uzbekistan (73) - China (82) - Irak (86) | - Arabia Saudită (95) - Oman (97) - Qatar (99) - Iordania (103) - Bahrain (108) - Vietnam (125) - Siria (126) - Kuweit (127) | - Afganistan (135) - Filipine (139) - Palestina (140) - Maldive (141) - Thailanda (142) - Tadjikistan (143) - Liban (144) - India (147) | - Timorul de Est (152) - Kârgâzstan (153) - Coreea de Nord (157) - Myanmar (158) - Turkmenistan (159) - Indonezia (159) - Singapore (162) - Bhutan (163) | - Malaysia (164) - Hong Kong (167) - Bangladesh (167) - Yemen (170) - Guam (175) - Laos (178) - Cambodgia (179) - Taipeiul Chinez (179) |

## Grupe

### Grupa A
| Echipa                | MJ | V | E | Î | GM | GP | G   | Pct |
| --------------------- | -- | - | - | - | -- | -- | --- | --- |
| Arabia Saudită        | 8  | 6 | 2 | 0 | 28 | 4  | +24 | 20  |
| Emiratele Arabe Unite | 8  | 5 | 2 | 1 | 25 | 4  | +21 | 17  |
| Palestina             | 8  | 3 | 3 | 2 | 22 | 6  | +16 | 12  |
| Malaysia              | 8  | 1 | 1 | 6 | 3  | 30 | −27 | 4   |
| Timorul de Est        | 8  | 0 | 2 | 6 | 2  | 36 | −34 | 2   |

- Arabia Saudită și  Emiratele Arabe Unite s-au calificat în a treia rundă și la Cupa Asiei 2019.
- Palestina și  Malaysia s-au calificat în runda a treia de calificări a Cupei Asiei.
- Timorul de Est s-a calificat pentru runda play-off a Cupei Asiei.

| Malaysia  | 1–1                        | Timorul de Est |
| --------- | -------------------------- | -------------- |
| Safee 34' | Report (FIFA) Report (AFC) | Saro 90+3'     |

| Arabia Saudită                     | 3–2                        | Palestina                  |
| ---------------------------------- | -------------------------- | -------------------------- |
| Al-Shehri 6' Al-Sahlawi 46', 90+4' | Report (FIFA) Report (AFC) | Tamburrini 51' Jadue 90+1' |

| Timorul de Est | 0–1                        | Emiratele Arabe Unite |
| -------------- | -------------------------- | --------------------- |
|                | Report (FIFA) Report (AFC) | O. Abdulrahman 80'    |

| Malaysia | 0–6                        | Palestina                                              |
| -------- | -------------------------- | ------------------------------------------------------ |
|          | Report (FIFA) Report (AFC) | Al-Batat 9' Maraaba 22', 75' Seyam 41', 86' Yousef 63' |

| Emiratele Arabe Unite                                                      | 10–0                       | Malaysia |
| -------------------------------------------------------------------------- | -------------------------- | -------- |
| Salem 16' Ali 22', 33', 76' Khalil 24', 29', 70', 78' Fardan 25' Ahmad 37' | Report (FIFA) Report (AFC) |          |

| Arabia Saudită                                                                          | 7–0                        | Timorul de Est |
| --------------------------------------------------------------------------------------- | -------------------------- | -------------- |
| Al-Shehri 3' Al-Sahlawi 23' (pen.), 26', 71' Al-Faraj 30' Al-Jassim 33' Al-Muwallad 73' | Report (FIFA) Report (AFC) |                |

| Malaysia  | 0–3 La masa verde          | Arabia Saudită               |
| --------- | -------------------------- | ---------------------------- |
| Safiq 70' | Report (FIFA) Report (AFC) | Al-Jassim 73' Al-Sahlawi 76' |

| Palestina | 0–0                        | Emiratele Arabe Unite |
| --------- | -------------------------- | --------------------- |
|           | Report (FIFA) Report (AFC) |                       |

| Timorul de Est | 1–1                        | Palestina        |
| -------------- | -------------------------- | ---------------- |
| Saro 53'       | Report (FIFA) Report (AFC) | Abu Nahyeh 90+2' |

| Arabia Saudită             | 2–1                        | Emiratele Arabe Unite |
| -------------------------- | -------------------------- | --------------------- |
| Al-Sahlawi 45', 90' (pen.) | Report (FIFA) Report (AFC) | Khalil 18'            |

| Timorul de Est | 0–1                        | Malaysia |
| -------------- | -------------------------- | -------- |
|                | Report (FIFA) Report (AFC) | Amri 10' |

| Palestina | 0–0                        | Arabia Saudită |
| --------- | -------------------------- | -------------- |
|           | Report (FIFA) Report (AFC) |                |

| Palestina                                                       | 6–0                        | Malaysia |
| --------------------------------------------------------------- | -------------------------- | -------- |
| Zorrilla 37' Abu Nahyeh 38', 45', 58' Seyam 88' Ihbeisheh 90+1' | Report (FIFA) Report (AFC) |          |

| Emiratele Arabe Unite                                                     | 8–0                        | Timorul de Est |
| ------------------------------------------------------------------------- | -------------------------- | -------------- |
| Mabkhout 15', 19' Khalil 43', 53' (pen.), 56', 57' Mousa 54' Al Hasmi 87' | Report (FIFA) Report (AFC) |                |

| Malaysia     | 1–2                        | Emiratele Arabe Unite         |
| ------------ | -------------------------- | ----------------------------- |
| Bakhtiar 59' | Report (FIFA) Report (AFC) | O. Abdulrahman 22' Khalil 52' |

| Timorul de Est | 0–10                       | Arabia Saudită |
| -------------- | -------------------------- | --- |
|                | Report (FIFA) Report (AFC) | Al-Sahlawi 29' (pen.), 42', 55' (pen.), 70', 89' Al-Nakhli 34' Al-Shehri 35' Al-Jassim 85' Hazazi 90' Al-Muwallad 90+2' |

| Emiratele Arabe Unite            | 2–0                        | Palestina |
| -------------------------------- | -------------------------- | --------- |
| Al Hammadi 33' Khalil 60' (pen.) | Report (FIFA) Report (AFC) |           |

| Arabia Saudită               | 2–0                        | Malaysia |
| ---------------------------- | -------------------------- | -------- |
| Al-Sahlawi 49' Al-Jassim 74' | Report (FIFA) Report (AFC) |          |

| Palestina                                                            | 7–0                        | Timorul de Est |
| -------------------------------------------------------------------- | -------------------------- | -------------- |
| Ihbeisheh 2' Cantillana 18', 66' Pinto 32', 39' Awad 77' Bahdari 90' | Report (FIFA) Report (AFC) |                |

| Emiratele Arabe Unite | 1–1                        | Arabia Saudită |
| --------------------- | -------------------------- | -------------- |
| O. Abdulrahman 52'    | Report (FIFA) Report (AFC) | Al-Jassim 24'  |

### Grupa B
| Echipa      | MJ | V | E | Î | GM | GP | G   | Pct |
| ----------- | -- | - | - | - | -- | -- | --- | --- |
| Australia   | 8  | 7 | 0 | 1 | 29 | 4  | +25 | 21  |
| Iordania    | 8  | 5 | 1 | 2 | 21 | 7  | +14 | 16  |
| Kârgâzstan  | 8  | 4 | 2 | 2 | 10 | 8  | +2  | 14  |
| Tadjikistan | 8  | 1 | 2 | 5 | 9  | 20 | −11 | 5   |
| Bangladesh  | 8  | 0 | 1 | 7 | 2  | 32 | −30 | 1   |

- Australia s-a calificat în runda a treia și la Cupa Asiei 2019.
- Iordania și  Kârgâzstan s-au calificat în runda a treia de calificare a Cupei Asiei.
- Tadjikistan și  Bangladesh s-au calificat în runda play-off a Cupei Asiei.

| Bangladesh        | 1–3                        | Kârgâzstan                                |
| ----------------- | -------------------------- | ----------------------------------------- |
| Kichin 35' (o.g.) | Report (FIFA) Report (AFC) | Zemlianukhin 8', 41' Bernhardt 29' (pen.) |

| Tadjikistan   | 1–3                        | Iordania                   |
| ------------- | -------------------------- | -------------------------- |
| Dzhalilov 66' | Report (FIFA) Report (AFC) | Abdel-Fattah 29', 63', 88' |

| Bangladesh | 1–1                        | Tadjikistan    |
| ---------- | -------------------------- | -------------- |
| Hasan 50'  | Report (FIFA) Report (AFC) | Fatkhuloev 88' |

| Kârgâzstan     | 1–2                        | Australia          |
| -------------- | -------------------------- | ------------------ |
| Baymatov 90+2' | Report (FIFA) Report (AFC) | Jedinak 2' Oar 67' |

| Australia                                               | 5–0                        | Bangladesh |
| ------------------------------------------------------- | -------------------------- | ---------- |
| Leckie 6' Rogić 8' Barman 20' (aut.) Burns 29' Mooy 61' | Report (FIFA) Report (AFC) |            |

| Iordania | 0–0                        | Kârgâzstan |
| -------- | -------------------------- | ---------- |
|          | Report (FIFA) Report (AFC) |            |

| Bangladesh | 0–4                        | Iordania                                          |
| ---------- | -------------------------- | ------------------------------------------------- |
|            | Report (FIFA) Report (AFC) | Deeb 14' (pen.), 56' Abu Amarah 33' Al-Bakhit 59' |

| Tadjikistan | 0–3                        | Australia                      |
| ----------- | -------------------------- | ------------------------------ |
|             | Report (FIFA) Report (AFC) | Milligan 57' Cahill 73', 90+1' |

| Kârgâzstan                               | 2–2                        | Tadjikistan                           |
| ---------------------------------------- | -------------------------- | ------------------------------------- |
| Duyshobekov 7' Zemlianukhin 90+4' (pen.) | Report (FIFA) Report (AFC) | D. Dzhalilov 65' F. Vasiev 71' (pen.) |

| Iordania                               | 2–0                        | Australia |
| -------------------------------------- | -------------------------- | --------- |
| Abdel-Fattah 47' (pen.) Al-Dardour 84' | Report (FIFA) Report (AFC) |           |

| Iordania                               | 3–0                        | Tadjikistan |
| -------------------------------------- | -------------------------- | ----------- |
| Al-Dardour 65', 90+4' Abdel-Fattah 67' | Report (FIFA) Report (AFC) |             |

| Kârgâzstan         | 2–0                        | Bangladesh |
| ------------------ | -------------------------- | ---------- |
| Lux 27' Amirov 89' | Report (FIFA) Report (AFC) |            |

| Australia                                       | 3–0                        | Kârgâzstan |
| ----------------------------------------------- | -------------------------- | ---------- |
| Jedinak 40' (pen.) Cahill 50' Amirov 69' (o.g.) | Report (FIFA) Report (AFC) |            |

| Tadjikistan                                     | 5–0                        | Bangladesh |
| ----------------------------------------------- | -------------------------- | ---------- |
| Dzhalilov 16', 26', 59', 74' Nazarov 51' (pen.) | Report (FIFA) Report (AFC) |            |

| Bangladesh | 0–4                        | Australia                       |
| ---------- | -------------------------- | ------------------------------- |
|            | Report (FIFA) Report (AFC) | Cahill 6', 32', 37' Jedinak 43' |

| Kârgâzstan       | 1–0                        | Iordania |
| ---------------- | -------------------------- | -------- |
| Zemlianukhin 48' | Report (FIFA) Report (AFC) |          |

| Australia                                                                      | 7–0                        | Tadjikistan |
| ------------------------------------------------------------------------------ | -------------------------- | ----------- |
| Luongo 2' Jedinak 13' (pen.) Milligan 57' (pen.) Burns 67', 87' Rogic 70', 72' | Report (FIFA) Report (AFC) |             |

| Iordania                                                                                            | 8–0                        | Bangladesh |
| --------------------------------------------------------------------------------------------------- | -------------------------- | ---------- |
| Al-Dardour 7', 23', 40' Deeb 29' (pen.) Al-Rawashdeh 32' Faisal 63' Al-Naber 82' Samir 90+2' (pen.) | Report (FIFA) Report (AFC) |            |

| Tadjikistan | 0–1                        | Kârgâzstan |
| ----------- | -------------------------- | ---------- |
|             | Report (FIFA) Report (AFC) | Lux 19'    |

| Australia                                     | 5–1                        | Iordania |
| --------------------------------------------- | -------------------------- | -------- |
| Cahill 24', 44' Mooy 39' Rogic 53' Luongo 69' | Report (FIFA) Report (AFC) | Deeb 90' |

### Grupa C
| Echipa    | MJ | V | E | Î | GM | GP | G   | Pct |
| --------- | -- | - | - | - | -- | -- | --- | --- |
| Qatar     | 8  | 7 | 0 | 1 | 29 | 4  | +25 | 21  |
| China     | 8  | 5 | 2 | 1 | 27 | 1  | +26 | 17  |
| Hong Kong | 8  | 4 | 2 | 2 | 13 | 5  | +8  | 14  |
| Maldive   | 8  | 2 | 0 | 6 | 8  | 20 | −12 | 6   |
| Bhutan    | 8  | 0 | 0 | 8 | 5  | 52 | −47 | 0   |

- Qatar și  China s-au calificat în a treia rundă și Cupa Asiei 2019.
- Hong Kong s-a calificat în a treia rundă a Cupei Asiei.
- Maldive și  Bhutan s-au calificat în runda play-off a Cupei Asiei.

| Hong Kong                                                                                  | 7–0                        | Bhutan |
| ------------------------------------------------------------------------------------------ | -------------------------- | ------ |
| McKee 19', 57' Annan 23' Lo Kwan Yee 30' Ju Yingzhi 42' Lam Ka Wai 49' (pen.) Karikari 67' | Report (FIFA) Report (AFC) |        |

| Maldive | 0–1                        | Qatar         |
| ------- | -------------------------- | ------------- |
|         | Report (FIFA) Report (AFC) | Maqsoud 90+9' |

| Bhutan | 0–6                        | China                                                |
| ------ | -------------------------- | ---------------------------------------------------- |
|        | Report (FIFA) Report (AFC) | Yang Xu 45+2', 60', 76' Wu Lei 55' Yu Dabao 67', 83' |

| Hong Kong                     | 2–0                        | Maldive |
| ----------------------------- | -------------------------- | ------- |
| Xu Deshuai 63' Lam Ka Wai 67' | Report (FIFA) Report (AFC) |         |

| China | 0–0                        | Hong Kong |
| ----- | -------------------------- | --------- |
|       | Report (FIFA) Report (AFC) |           |

| Qatar | 15–0                       | Bhutan |
| --- | -------------------------- | ------ |
| Musa 8', 27' Kasola 18' Assadalla 20', 45', 63' Al Haidos 26', 87' Muntari 38', 41', 48' Afif 56' Khoukhi 61', 69' Mohammad 75' | Report (FIFA) Report (AFC) |        |

| Maldive | 0–3                        | China                              |
| ------- | -------------------------- | ---------------------------------- |
|         | Report (FIFA) Report (AFC) | Yu Dabao 8', 57' Zhang Linpeng 66' |

| Hong Kong               | 2–3                        | Qatar                           |
| ----------------------- | -------------------------- | ------------------------------- |
| Bai He 87' Karikari 89' | Report (FIFA) Report (AFC) | Boudiaf 22' Hassan 62' Musa 84' |

| Bhutan                               | 3–4                        | Maldive                                |
| ------------------------------------ | -------------------------- | -------------------------------------- |
| Dorji 85' Gyeltshen 88' Basnet 90+1' | Report (FIFA) Report (AFC) | Nashid 11' Ashfaq 23', 33', 57' (pen.) |

| Qatar       | 1–0                        | China |
| ----------- | -------------------------- | ----- |
| Boudiaf 22' | Report (FIFA) Report (AFC) |       |

| Qatar                                  | 4–0                        | Maldive |
| -------------------------------------- | -------------------------- | ------- |
| Khoukhi 28', 70' Kasola 69' Musa 90+2' | Report (FIFA) Report (AFC) |         |

| Bhutan | 0–1                        | Hong Kong       |
| ------ | -------------------------- | --------------- |
|        | Report (FIFA) Report (AFC) | Chan Siu Ki 89' |

| China | 12–0                       | Bhutan |
| --- | -------------------------- | ------ |
| Mei Fang 10' Yang Xu 13', 21' (pen.), 37', 52' Yu Dabao 16', 39' Yu Hanchao 34', 72' Wang Yongpo 66', 81' Zhang Xizhe 88' | Report (FIFA) Report (AFC) |        |

| Maldive | 0–1                        | Hong Kong           |
| ------- | -------------------------- | ------------------- |
|         | Report (FIFA) Report (AFC) | Paulinho 14' (pen.) |

| Hong Kong | 0–0                        | China |
| --------- | -------------------------- | ----- |
|           | Report (FIFA) Report (AFC) |       |

| Bhutan | 0–3                        | Qatar                           |
| ------ | -------------------------- | ------------------------------- |
|        | Report (FIFA) Report (AFC) | Muntari 22' Al Haidos 36', 90+' |

| China                               | 4–0                        | Maldive |
| ----------------------------------- | -------------------------- | ------- |
| Jiang Ning 3', 84', 90' Yang Xu 12' | Report (FIFA) Report (AFC) |         |

| Qatar                   | 2–0                        | Hong Kong |
| ----------------------- | -------------------------- | --------- |
| Al Haidos 20' Soria 87' | Report (FIFA) Report (AFC) |           |

| Maldive                                            | 4–2                        | Bhutan                        |
| -------------------------------------------------- | -------------------------- | ----------------------------- |
| Asadhulla 37' Ashfaq 81' (pen.), 90+4' Mohamed 87' | Report (FIFA) Report (AFC) | Gyeltshen 7' Dorji 48' (pen.) |

| China                      | 2–0                        | Qatar |
| -------------------------- | -------------------------- | ----- |
| Huang Bowen 57' Wu Lei 89' | Report (FIFA) Report (AFC) |       |

### Grupa D
| Echipa       | MJ | V | E | Î | GM | GP | G   | Pct |
| ------------ | -- | - | - | - | -- | -- | --- | --- |
| Iran         | 8  | 6 | 2 | 0 | 26 | 3  | +23 | 20  |
| Oman         | 8  | 4 | 2 | 2 | 11 | 7  | +4  | 14  |
| Turkmenistan | 8  | 4 | 1 | 3 | 10 | 11 | −1  | 13  |
| Guam         | 8  | 2 | 1 | 5 | 3  | 16 | −13 | 7   |
| India        | 8  | 1 | 0 | 7 | 5  | 18 | −13 | 3   |

- Iran s-a calificat în runda a treia și la Cupa Asiei 2019.
- Oman,  Turkmenistan și  Guam s-au calificat în runda a treia a Cupei Asiei.
- India s-a calificat în runda play-off a Cupei Asiei.

| Guam                  | 1–0                        | Turkmenistan |
| --------------------- | -------------------------- | ------------ |
| Annaorazov 14' (o.g.) | Report (FIFA) Report (AFC) |              |

| India       | 1–2                        | Oman                        |
| ----------- | -------------------------- | --------------------------- |
| Chhetri 26' | Report (FIFA) Report (AFC) | Said 1' Al-Hosni 40' (pen.) |

| Guam                     | 2–1                        | India         |
| ------------------------ | -------------------------- | ------------- |
| McDonald 37' Nicklaw 62' | Report (FIFA) Report (AFC) | Chhetri 90+3' |

| Turkmenistan   | 1–1                        | Iran      |
| -------------- | -------------------------- | --------- |
| Mingazow 45+1' | Report (FIFA) Report (AFC) | Azmoun 4' |

| Iran                                                          | 6–0                        | Guam |
| ------------------------------------------------------------- | -------------------------- | ---- |
| Dejagah 10' (pen.) Taremi 31', 65' Azmoun 34', 41' Torabi 89' | Report (FIFA) Report (AFC) |      |

| Oman                                     | 3–1                        | Turkmenistan |
| ---------------------------------------- | -------------------------- | ------------ |
| Saleh 7' Saparow 11' (aut.) Al-Hosni 59' | Report (FIFA) Report (AFC) | Amanow 82'   |

| Guam | 0–0                        | Oman |
| ---- | -------------------------- | ---- |
|      | Report (FIFA) Report (AFC) |      |

| India | 0–3 La masa verde          | Iran                                 |
| ----- | -------------------------- | ------------------------------------ |
|       | Report (FIFA) Report (AFC) | Azmoun 28' Teymourian 46' Taremi 49' |

| Turkmenistan         | 2–1                        | India          |
| -------------------- | -------------------------- | -------------- |
| Abylov 8' Amanow 60' | Report (FIFA) Report (AFC) | Lalpekhlua 28' |

| Oman            | 1–1                        | Iran         |
| --------------- | -------------------------- | ------------ |
| Al-Mukhaini 52' | Report (FIFA) Report (AFC) | Hosseini 70' |

| Turkmenistan | 1–0                        | Guam |
| ------------ | -------------------------- | ---- |
| Abylow 16'   | Report (FIFA) Report (AFC) |      |

| Oman                            | 3–0                        | India |
| ------------------------------- | -------------------------- | ----- |
| Mubarak 55' Al-Muqbali 67', 84' | Report (FIFA) Report (AFC) |       |

| Iran                                             | 3–1                        | Turkmenistan |
| ------------------------------------------------ | -------------------------- | ------------ |
| Pouraliganji 6' Ezatolahi 64' Dejagah 83' (pen.) | Report (FIFA) Report (AFC) | Saparow 62'  |

| India     | 1–0                        | Guam |
| --------- | -------------------------- | ---- |
| Singh 10' | Report (FIFA) Report (AFC) |      |

| Guam | 0–6                        | Iran                                                                          |
| ---- | -------------------------- | ----------------------------------------------------------------------------- |
|      | Report (FIFA) Report (AFC) | Taremi 12', 63' Kamyabinia 32' Rezaeian 49' Shojaei 52' (pen.) Ansarifard 53' |

| Turkmenistan              | 2–1                        | Oman            |
| ------------------------- | -------------------------- | --------------- |
| Geworkýan 40' Muhadow 67' | Report (FIFA) Report (AFC) | Al-Ghassani 70' |

| Iran                                                      | 4–0                        | India |
| --------------------------------------------------------- | -------------------------- | ----- |
| Hajsafi 33' (pen.), 65' (pen.) Azmoun 61' Jahanbakhsh 78' | Report (FIFA) Report (AFC) |       |

| Oman            | 1–0                        | Guam |
| --------------- | -------------------------- | ---- |
| Al-Mahaijri 53' | Report (FIFA) Report (AFC) |      |

| India       | 1–2                        | Turkmenistan          |
| ----------- | -------------------------- | --------------------- |
| Jhingan 26' | Report (FIFA) Report (AFC) | Amanow 48' Ataýew 70' |

| Iran            | 2–0                        | Oman |
| --------------- | -------------------------- | ---- |
| Azmoun 16', 23' | Report (FIFA) Report (AFC) |      |

### Grupa E
| Echipa     | MJ | V | E | Î | GM | GP | G   | Pct |
| ---------- | -- | - | - | - | -- | -- | --- | --- |
| Japonia    | 8  | 7 | 1 | 0 | 27 | 0  | +27 | 22  |
| Siria      | 8  | 6 | 0 | 2 | 26 | 11 | +15 | 18  |
| Singapore  | 8  | 3 | 1 | 4 | 9  | 9  | 0   | 10  |
| Afganistan | 8  | 3 | 0 | 5 | 9  | 24 | −15 | 9   |
| Cambodgia  | 8  | 0 | 0 | 8 | 1  | 27 | −26 | 0   |

- Japonia și  Siria s-au calificat în runda a treia și la Cupa Asiei 2019.
- Singapore și  Afganistan s-au calificat în runda a treia a Cupei Asiei.
- Cambodgia s-a calificat în runda play-off a Cupei Asiei.

| Cambodgia | 0–4                        | Singapore                              |
| --------- | -------------------------- | -------------------------------------- |
|           | Report (FIFA) Report (AFC) | Khairul 9' Safuwan 21', 35' Fazrul 55' |

| Afganistan | 0–6                        | Siria                                                                |
| ---------- | -------------------------- | -------------------------------------------------------------------- |
|            | Report (FIFA) Report (AFC) | Rafe 19', 35' Ajan 42' Al Hussain 70' Malki 75' Khribin 90+2' (pen.) |

| Japonia | 0–0                        | Singapore |
| ------- | -------------------------- | --------- |
|         | Report (FIFA) Report (AFC) |           |

| Cambodgia | 0–1                        | Afganistan |
| --------- | -------------------------- | ---------- |
|           | Report (FIFA) Report (AFC) | Zazai 86'  |

| Japonia                          | 3–0                        | Cambodgia |
| -------------------------------- | -------------------------- | --------- |
| Honda 28' Yoshida 50' Kagawa 61' | Report (FIFA) Report (AFC) |           |

| Siria        | 1–0                        | Singapore |
| ------------ | -------------------------- | --------- |
| Al-Jafal 59' | Report (FIFA) Report (AFC) |           |

| Cambodgia | 0–6                        | Siria                                                      |
| --------- | -------------------------- | ---------------------------------------------------------- |
|           | Report (FIFA) Report (AFC) | Khribin 29', 39' Malki 31' Maowas 44' Midani 50' Omari 81' |

| Afganistan | 0–6                        | Japonia                                                  |
| ---------- | -------------------------- | -------------------------------------------------------- |
|            | Report (FIFA) Report (AFC) | Kagawa 10', 50' Morishige 35' Okazaki 57', 60' Honda 74' |

| Singapore   | 1–0                        | Afganistan |
| ----------- | -------------------------- | ---------- |
| Khairul 72' | Report (FIFA) Report (AFC) |            |

| Siria | 0–3                        | Japonia                                |
| ----- | -------------------------- | -------------------------------------- |
|       | Report (FIFA) Report (AFC) | Honda 55' (pen.) Okazaki 70' Usami 88' |

| Singapore            | 2–1                        | Cambodgia  |
| -------------------- | -------------------------- | ---------- |
| Faris 16' Fazrul 47' | Report (FIFA) Report (AFC) | Suhana 65' |

| Siria                              | 5–2                        | Afganistan              |
| ---------------------------------- | -------------------------- | ----------------------- |
| Omari 9', 21', 83' Maowas 32', 90' | Report (FIFA) Report (AFC) | Amiri 44' Shayesteh 78' |

| Singapore | 0–3                        | Japonia                            |
| --------- | -------------------------- | ---------------------------------- |
|           | Report (FIFA) Report (AFC) | Kanazaki 20' Honda 26' Yoshida 88' |

| Afganistan                      | 3–0                        | Cambodgia |
| ------------------------------- | -------------------------- | --------- |
| Zazai 42' Amiri 78' Amani 90+4' | Report (FIFA) Report (AFC) |           |

| Singapore          | 1–2                        | Siria              |
| ------------------ | -------------------------- | ------------------ |
| Safuwan 89' (pen.) | Report (FIFA) Report (AFC) | Khribin 20', 90+3' |

| Cambodgia | 0–2                        | Japonia                       |
| --------- | -------------------------- | ----------------------------- |
|           | Report (FIFA) Report (AFC) | Laboravy 51' (o.g.) Honda 90' |

| Japonia                                                                | 5–0                        | Afganistan |
| ---------------------------------------------------------------------- | -------------------------- | ---------- |
| Okazaki 43' Kiyotake 58' Mukhammad 63' (o.g.) Yoshida 74' Kanazaki 78' | Report (FIFA) Report (AFC) |            |

| Siria                                                                  | 6–0                        | Cambodgia |
| ---------------------------------------------------------------------- | -------------------------- | --------- |
| Khribin 7', 19' Kallasi 57' Makara 70' (o.g.) Al Hussein 80' Malki 84' | Report (FIFA) Report (AFC) |           |

| Afganistan            | 2–1                        | Singapore  |
| --------------------- | -------------------------- | ---------- |
| Amani 39' Shirdel 79' | Report (FIFA) Report (AFC) | Fazrul 89' |

| Japonia                                                       | 5–0                        | Siria |
| ------------------------------------------------------------- | -------------------------- | ----- |
| Al Masri 17' (o.g.) Kagawa 66', 90' Honda 86' Haraguchi 90+3' | Report (FIFA) Report (AFC) |       |

### Grupa F
| Echipa          | MJ | V | E | Î | GM | GP | G   | Pct |
| --------------- | -- | - | - | - | -- | -- | --- | --- |
| Thailanda       | 6  | 4 | 2 | 0 | 14 | 6  | +8  | 14  |
| Irak            | 6  | 3 | 3 | 0 | 13 | 6  | +7  | 12  |
| Vietnam         | 6  | 2 | 1 | 3 | 7  | 8  | −1  | 7   |
| Taipeiul Chinez | 6  | 0 | 0 | 6 | 4  | 19 | −15 | 0   |
| Indonezia       | 0  | 0 | 0 | 0 | 0  | 0  | 0   | 0   |

- Thailanda și  Irak s-au calificat în runda a treia și la Cupa Asiei 2019.
- Vietnam s-a calificat în runda a treia a Cupei Asiei.
- Taipeiul Chinez s-a calificat în runda play-off a Cupei Asiei.
- Indonezia a fost descalificată.

| Thailanda   | 1–0                        | Vietnam |
| ----------- | -------------------------- | ------- |
| Pokkhao 81' | Report (FIFA) Report (AFC) |         |

| Taipeiul Chinez | 0–2                        | Thailanda       |
| --------------- | -------------------------- | --------------- |
|                 | Report (FIFA) Report (AFC) | Dangda 21', 39' |

| Irak                                                         | 5–1                        | Taipeiul Chinez  |
| ------------------------------------------------------------ | -------------------------- | ---------------- |
| Adnan 37' Hosni 59' Yasin 80' Mahmoud 88' Meram 90+1' (pen.) | Report (FIFA) Report (AFC) | Wen Chih-hao 86' |

| Taipeiul Chinez   | 1–2                        | Vietnam                                |
| ----------------- | -------------------------- | -------------------------------------- |
| Wu Chun-ching 82' | Report (FIFA) Report (AFC) | Đinh Tiến Thành 53' Trần Phi Sơn 90+2' |

| Thailanda                         | 2–2                        | Irak                  |
| --------------------------------- | -------------------------- | --------------------- |
| Theerathon 80' (pen.) Mongkol 83' | Report (FIFA) Report (AFC) | Meram 34' Mahmoud 49' |

| Vietnam          | 1–1                        | Irak                 |
| ---------------- | -------------------------- | -------------------- |
| Lê Công Vinh 25' | Report (FIFA) Report (AFC) | Mahmoud 90+7' (pen.) |

| Vietnam | 0–3                        | Thailanda                                              |
| ------- | -------------------------- | ------------------------------------------------------ |
|         | Report (FIFA) Report (AFC) | Kroekrit 29' Đinh Tiến Thành 56' (o.g.) Theerathon 70' |

| Thailanda                                    | 4–2                        | Taipeiul Chinez                |
| -------------------------------------------- | -------------------------- | ------------------------------ |
| Teerasil 41' Pokklaw 52' Adisak 72' Tana 74' | Report (FIFA) Report (AFC) | Yaki Yen 3' Huang Kai-chun 65' |

| Taipeiul Chinez | 0–2                        | Irak                   |
| --------------- | -------------------------- | ---------------------- |
|                 | Report (FIFA) Report (AFC) | Ismail 19' Mahmoud 85' |

| Vietnam                                         | 4–1                        | Taipeiul Chinez  |
| ----------------------------------------------- | -------------------------- | ---------------- |
| Lê Công Vinh 8', 90+1' Nguyễn Văn Toàn 29', 42' | Report (FIFA) Report (AFC) | Wu Chun-ching 7' |

| Irak                           | 2–2                        | Thailanda              |
| ------------------------------ | -------------------------- | ---------------------- |
| Kamel 67' Koravit 90+5' (o.g.) | Report (FIFA) Report (AFC) | Mongkol 39' Adisak 86' |

| Irak               | 1–0                        | Vietnam |
| ------------------ | -------------------------- | ------- |
| Abdul-Raheem 45+1' | Report (FIFA) Report (AFC) |         |

### Grupa G
| Echipa        | MJ | V | E | Î | GM | GP | G   | Pct |
| ------------- | -- | - | - | - | -- | -- | --- | --- |
| Coreea de Sud | 8  | 8 | 0 | 0 | 27 | 0  | +27 | 24  |
| Liban         | 8  | 3 | 2 | 3 | 12 | 6  | +6  | 11  |
| Kuweit        | 8  | 3 | 1 | 4 | 12 | 10 | +2  | 10  |
| Myanmar       | 8  | 2 | 2 | 4 | 9  | 21 | −12 | 8   |
| Laos          | 8  | 1 | 1 | 6 | 6  | 29 | −23 | 4   |

- Coreea de Sud s-a calificat în runda a treia și la Cupa Asiei 2019.
- Liban,  Kuweit și  Myanmar s-au calificat în runda a treia a Cupei Asiei.
- Laos s-a calificat în runda play-off a Cupei Asiei.

| Laos                       | 2–2                        | Myanmar                            |
| -------------------------- | -------------------------- | ---------------------------------- |
| Sayavutthi 81' (pen.), 83' | Report (FIFA) Report (AFC) | Zaw Min Tun 41' Kyaw Zayar Win 85' |

| Liban | 0–1                        | Kuweit     |
| ----- | -------------------------- | ---------- |
|       | Report (FIFA) Report (AFC) | Nasser 86' |

| Myanmar | 0–2                        | Coreea de Sud                      |
| ------- | -------------------------- | ---------------------------------- |
|         | Report (FIFA) Report (AFC) | Lee Jae-sung 35' Son Heung-min 67' |

| Laos | 0–2                        | Liban                  |
| ---- | -------------------------- | ---------------------- |
|      | Report (FIFA) Report (AFC) | Ghaddar 5' Shamsin 75' |

| Coreea de Sud                                                                                              | 8–0                        | Laos |
| --- | -------------------------- | ---- |
| Lee Chung-yong 9' Son Heung-min 12', 74', 89' Kwon Chang-hoon 30', 75' Suk Hyun-jun 58' Lee Jae-sung 90+4' | Report (FIFA) Report (AFC) |      |

| Kuweit | 9–0                        | Myanmar |
| --- | -------------------------- | ------- |
| Nasser 11', 18' Maqseed 12' Zaid 46' Zaw Min Tun 56' (o.g.) Al Misha'an 61' Al Mutawa 69' (pen.), 88', 90+3' | Report (FIFA) Report (AFC) |         |

| Laos | 0–2                        | Kuweit                          |
| ---- | -------------------------- | ------------------------------- |
|      | Report (FIFA) Report (AFC) | Nasser 31' Al-Mutawa 84' (pen.) |

| Liban | 0–3                        | Coreea de Sud                                                     |
| ----- | -------------------------- | ----------------------------------------------------------------- |
|       | Report (FIFA) Report (AFC) | Jang Hyun-soo 22' (pen.) Ali Hamam 26' (aut.) Kwon Chang-hoon 60' |

| Myanmar | 0–2                        | Liban                   |
| ------- | -------------------------- | ----------------------- |
|         | Report (FIFA) Report (AFC) | Maatoukk 28' Atwi 90+3' |

| Kuweit | 0–1                        | Coreea de Sud    |
| ------ | -------------------------- | ---------------- |
|        | Report (FIFA) Report (AFC) | Koo Ja-cheol 12' |

| Myanmar                                       | 3–1                        | Laos          |
| --------------------------------------------- | -------------------------- | ------------- |
| Suan Lam Mang 13' Kyaw Ko Ko 32' Aung Thu 50' | Report (FIFA) Report (AFC) | Sayavutthi 2' |

| Kuweit | 0–0                        | Liban |
| ------ | -------------------------- | ----- |
|        | Report (FIFA) Report (AFC) |       |

| Coreea de Sud                                                       | 4–0                        | Myanmar |
| ------------------------------------------------------------------- | -------------------------- | ------- |
| Lee Jae-sung 18' Koo Ja-cheol 30' Jang Hyun-soo 82' Nam Tae-hee 86' | Report (FIFA) Report (AFC) |         |

| Liban                                                                    | 7–0                        | Laos |
| ------------------------------------------------------------------------ | -------------------------- | ---- |
| Mohamad 27' Antar 34' Chaito 36', 90+3' Hamam 42' Maatouk 59' Oumari 90' | Report (FIFA) Report (AFC) |      |

| Laos | 0–5                        | Coreea de Sud                                                        |
| ---- | -------------------------- | -------------------------------------------------------------------- |
|      | Report (FIFA) Report (AFC) | Ki Sung-yueng 3' (pen.), 33' Son Heung-min 35', 67' Suk Hyun-jun 43' |

| Myanmar | 3–0 La masa verde          | Kuweit |
| ------- | -------------------------- | ------ |
|         | Report (FIFA) Report (AFC) |        |

| Coreea de Sud         | 1–0                        | Liban |
| --------------------- | -------------------------- | ----- |
| Lee Jeong-hyeop 90+3' | Report (FIFA) Report (AFC) |       |

| Kuweit | 0–3 La masa verde          | Laos |
| ------ | -------------------------- | ---- |
|        | Report (FIFA) Report (AFC) |      |

| Liban        | 1–1                        | Myanmar      |
| ------------ | -------------------------- | ------------ |
| El-Helwe 88' | Report (FIFA) Report (AFC) | Aung Thu 78' |

| Coreea de Sud | 3–0 La masa verde          | Kuweit |
| ------------- | -------------------------- | ------ |
|               | Report (FIFA) Report (AFC) |        |

### Grupa H
| Echipa         | MJ | V | E | Î | GM | GP | G   | Pct |
| -------------- | -- | - | - | - | -- | -- | --- | --- |
| Uzbekistan     | 8  | 7 | 0 | 1 | 20 | 7  | +13 | 21  |
| Coreea de Nord | 8  | 5 | 1 | 2 | 14 | 8  | +6  | 16  |
| Filipine       | 8  | 3 | 1 | 4 | 8  | 12 | −4  | 10  |
| Bahrain        | 8  | 3 | 0 | 5 | 10 | 10 | 0   | 9   |
| Yemen          | 8  | 1 | 0 | 7 | 2  | 17 | −15 | 3   |

- Uzbekistan s-a calificat în runda a treia și la Cupa Asiei 2019.
- Coreea de Nord,  Filipine și  Bahrain s-au calificat în runda a treia a Cupei Asiei.
- Yemen s-a calificat în runda play-off a Cupei Asiei.

| Filipine                 | 2–1                        | Bahrain         |
| ------------------------ | -------------------------- | --------------- |
| Bahadoran 50' Patiño 60' | Report (FIFA) Report (AFC) | Al-Malood 90+3' |

| Yemen | 0–3 La masa verde          | Coreea de Nord |
| ----- | -------------------------- | -------------- |
|       | Report (FIFA) Report (AFC) | So Hyon-uk 71' |

| Coreea de Nord                                                      | 4–2                        | Uzbekistan               |
| ------------------------------------------------------------------- | -------------------------- | ------------------------ |
| Pak Kwang-ryong 4' Jang Kuk-chol 16' Ro Hak-su 34' Ri Hyok-chol 36' | Report (FIFA) Report (AFC) | Sergeev 53' Rashidov 79' |

| Yemen | 0–2                        | Filipine                 |
| ----- | -------------------------- | ------------------------ |
|       | Report (FIFA) Report (AFC) | Bahadoran 52' Ramsay 74' |

| Uzbekistan   | 1–0                        | Yemen |
| ------------ | -------------------------- | ----- |
| Geynrikh 51' | Report (FIFA) Report (AFC) |       |

| Bahrain | 0–1                        | Coreea de Nord   |
| ------- | -------------------------- | ---------------- |
|         | Report (FIFA) Report (AFC) | Jong Il-gwan 44' |

| Filipine    | 1–5                        | Uzbekistan                                    |
| ----------- | -------------------------- | --------------------------------------------- |
| Schröck 68' | Report (FIFA) Report (AFC) | Ahmedov 1' Rashidov 14', 80' Sergeev 43', 65' |

| Yemen | 0–4                        | Bahrain                                                 |
| ----- | -------------------------- | ------------------------------------------------------- |
|       | Report (FIFA) Report (AFC) | Ali Baba 31' (pen.) Al-Husaini 45+1' Omar 66' Adnan 77' |

| Coreea de Nord | 0–0                        | Filipine |
| -------------- | -------------------------- | -------- |
|                | Report (FIFA) Report (AFC) |          |

| Bahrain | 0–4                        | Uzbekistan                                            |
| ------- | -------------------------- | ----------------------------------------------------- |
|         | Report (FIFA) Report (AFC) | Sergeev 52' Ahmedov 56' Rashidov 66' Shomurodov 90+5' |

| Coreea de Nord          | 1–0                        | Yemen |
| ----------------------- | -------------------------- | ----- |
| Jong Il-gwan 12' (pen.) | Report (FIFA) Report (AFC) |       |

| Bahrain                  | 2–0                        | Filipine |
| ------------------------ | -------------------------- | -------- |
| Abdullatif 53' Adnan 61' | Report (FIFA) Report (AFC) |          |

| Filipine | 0–1                        | Yemen         |
| -------- | -------------------------- | ------------- |
|          | Report (FIFA) Report (AFC) | Al-Sarori 83' |

| Uzbekistan                           | 3–1                        | Coreea de Nord  |
| ------------------------------------ | -------------------------- | --------------- |
| Sergeev 23' Geynrikh 65' Ahmedov 87' | Report (FIFA) Report (AFC) | Ri Hyok-chol 2' |

| Coreea de Nord                                  | 2–0                        | Bahrain |
| ----------------------------------------------- | -------------------------- | ------- |
| Pak Kwang-ryong 45+1' (pen.) Jong Il-gwan 90+3' | Report (FIFA) Report (AFC) |         |

| Yemen              | 1–3                        | Uzbekistan                           |
| ------------------ | -------------------------- | ------------------------------------ |
| M. Al-Sarori 90+2' | Report (FIFA) Report (AFC) | Haydarov 7' Djeparov 31' Andreev 50' |

| Uzbekistan   | 1–0                        | Filipine |
| ------------ | -------------------------- | -------- |
| Ismailov 59' | Report (FIFA) Report (AFC) |          |

| Bahrain                                              | 3–0                        | Yemen |
| ---------------------------------------------------- | -------------------------- | ----- |
| Abdullatif 32' (pen.) Al Malood 64' Al Romaihi 90+2' | Report (FIFA) Report (AFC) |       |

| Filipine                         | 3–2                        | Coreea de Nord                      |
| -------------------------------- | -------------------------- | ----------------------------------- |
| Bahadoran 44' Ott 84' Ramsay 90' | Report (FIFA) Report (AFC) | So Kyong-jin 45+2' Ri Hyok-chol 48' |

| Uzbekistan   | 1–0                        | Bahrain |
| ------------ | -------------------------- | ------- |
| Rashidov 50' | Report (FIFA) Report (AFC) |         |

### Clasamentul echipelor de pe locul doi
| Loc | Grupa | Echipa                    | MJ | V | E | Î | GM | GP | DG  | Pct | Calificare                                       |
| --- | ----- | ------------------------- | -- | - | - | - | -- | -- | --- | --- | ------------------------------------------------ |
| 1   | F     | Irak (Q)                  | 6  | 3 | 3 | 0 | 13 | 6  | +7  | 12  | A treia rundă și Cupa Asiei AFC 2019             |
| 2   | E     | Siria (Q)                 | 6  | 4 | 0 | 2 | 14 | 11 | +3  | 12  | A treia rundă și Cupa Asiei AFC 2019             |
| 3   | A     | Emiratele Arabe Unite (Q) | 6  | 3 | 2 | 1 | 16 | 4  | +12 | 11  | A treia rundă și Cupa Asiei AFC 2019             |
| 4   | C     | China (Q)                 | 6  | 3 | 2 | 1 | 9  | 1  | +8  | 11  | A treia rundă și Cupa Asiei AFC 2019             |
| 5   | H     | Coreea de Nord (Q)        | 6  | 3 | 1 | 2 | 10 | 8  | +2  | 10  | Calificările pentru Cupa Asiei AFC a treia rundă |
| 6   | B     | Iordania (Q)              | 6  | 3 | 1 | 2 | 9  | 7  | +2  | 10  | Calificările pentru Cupa Asiei AFC a treia rundă |
| 7   | D     | Oman (Q)                  | 6  | 2 | 2 | 2 | 6  | 6  | 0   | 8   | Calificările pentru Cupa Asiei AFC a treia rundă |
| 8   | G     | Liban (Q)                 | 6  | 1 | 2 | 3 | 3  | 6  | −3  | 5   | Calificările pentru Cupa Asiei AFC a treia rundă |

### Clasamentul clasate pe locul patru
| Loc | Grupa | Echipa              | MJ | V | E | Î | GM | GP | DG  | Pct | Calificare                                  |
| --- | ----- | ------------------- | -- | - | - | - | -- | -- | --- | --- | ------------------------------------------- |
| 1   | D     | Guam (Q)            | 6  | 1 | 1 | 4 | 1  | 14 | −13 | 4   | A treia rundă                               |
| 2   | G     | Myanmar (Q)         | 6  | 1 | 1 | 4 | 4  | 18 | −14 | 4   | A treia rundă                               |
| 3   | H     | Bahrain (Q)         | 6  | 1 | 0 | 5 | 3  | 10 | −7  | 3   | A treia rundă                               |
| 4   | E     | Afganistan (Q)      | 6  | 1 | 0 | 5 | 4  | 24 | −20 | 3   | A treia rundă                               |
| 5   | B     | Tadjikistan (Q)     | 6  | 0 | 1 | 5 | 3  | 19 | −16 | 1   | Calificările pentru Cupa Asiei AFC play-off |
| 6   | F     | Taipeiul Chinez (Q) | 6  | 0 | 0 | 6 | 5  | 19 | −14 | 0   | Calificările pentru Cupa Asiei AFC play-off |
| 7   | C     | Maldive (Q)         | 6  | 0 | 0 | 6 | 0  | 15 | −15 | 0   | Calificările pentru Cupa Asiei AFC play-off |
| 8   | A     | Malaysia (Q)        | 6  | 0 | 0 | 6 | 1  | 29 | −28 | 0   | Calificările pentru Cupa Asiei AFC play-off |

## Marcatori
Sînt 507 de goluri marcate în 150 meciuri.
14 goluri
- Mohammad Al-Sahlawi

11 goluri
- Ahmed Khalil

8 goluri
- Tim Cahill
- Yang Xu

7 goluri
- Sardar Azmoun
- Omar Khribin

6 goluri
- Yu Dabao
- Keisuke Honda
- Hamza Al-Dardour
- Son Heung-min
- Manuchekhr Dzhalilov

5 goluri
- Mehdi Taremi
- Shinji Kagawa
- Hassan Abdel-Fattah
- Hassan Al-Haidos
- Ali Mabkhout
- Sardor Rashidov

4 goluri
- Mile Jedinak
- Tom Rogic
- Younis Mahmoud
- Shinji Okazaki
- Abdallah Deeb
- Bader Al-Mutawa
- Yousef Nasser
- Anton Zemlianukhin
- Ahmad Abu Nahyeh
- Boualem Khoukhi
- Mohammed Muntari
- Mohammed Musa
- Taisir Al-Jassim
- Osama Omari
- Igor Sergeev

3 goluri
- Nathan Burns
- Jiang Ning
- Maya Yoshida
- Khampheng Sayavutthi
- Ali Ashfaq
- Ri Hyok-chol
- Jong Il-gwan
- Tamer Seyam
- Misagh Bahadoran
- Ali Assadalla
- Yahya Al-Shehri
- Kwon Chang-hoon
- Lee Jae-sung
- Safuwan Baharudin
- Fazrul Nawaz
- Sanharib Malki
- Mahmoud Maowas
- Teerasil Dangda
- Arslanmyrat Amanow
- Odil Ahmedov
- Lê Công Vinh

2 goluri
- Khaibar Amani
- Norlla Amiri
- Mustafa Zazai
- Massimo Luongo
- Mark Milligan
- Aaron Mooy
- Ismail Abdullatif
- Abdulwahab Al-Malood
- Sayed Mohamed Adnan
- Tshering Dorji
- Chencho Gyeltshen
- Wu Lei
- Wang Yongpo
- Yu Hanchao
- Wu Chun-ching
- Godfred Karikari
- Lam Ka Wai
- Jaimes McKee
- Sunil Chhetri
- Ashkan Dejagah
- Ehsan Hajsafi
- Ali Adnan
- Justin Meram
- Mu Kanazaki
- Vitalij Lux
- Hassan Chaito
- Hassan Maatouk
- Aung Thu
- Pak Kwang-ryong
- Amad Al-Hosni
- Ahmed Mubarak Al-Mahaijri
- Abdulaziz Al-Muqbali
- Sameh Maraaba
- Iain Ramsay
- Karim Boudiaf
- Mohammed Kasola
- Fahad Al-Muwallad
- Khairul Amri
- Jang Hyun-soo
- Ki Sung-yueng
- Koo Ja-cheol
- Suk Hyun-jun
- Abdelrazaq Al Hussain
- Raja Rafe
- Akhtam Nazarov
- Pokklaw Anan
- Theerathon Bunmathan
- Adisak Kraisorn
- Mongkol Tossakrai
- Ramon Saro
- Guwanç Abylow
- Omar Abdulrahman
- Alexander Geynrikh
- Anzur Ismailov
- Nguyễn Văn Toàn
- Ahmed Al-Sarori

1 gol
- Faysal Shayesteh
- Josef Shirdel
- Mathew Leckie
- Tommy Oar
- Sami Al-Husaini
- Hussain Ali Baba
- Mohamed Al Romaihi
- Abdullah Omar
- Jahid Hasan Ameli
- Biren Basnet
- Sos Suhana
- Huang Bowen
- Mei Fang
- Zhang Linpeng
- Zhang Xizhe
- Hung Kai-chun
- Wen Chih-hao
- Yaki Yen
- Brandon McDonald
- Travis Nicklaw
- Christian Annan
- Bai He
- Chan Siu Ki
- Ju Yingzhi
- Lo Kwan Yee
- Paulinho
- Xu Deshuai
- Sandesh Jhingan
- Jeje Lalpekhlua
- Robin Singh
- Karim Ansarifard
- Saeid Ezatolahi
- Jalal Hosseini
- Alireza Jahanbakhsh
- Kamal Kamyabinia
- Morteza Pouraliganji
- Ramin Rezaeian
- Masoud Shojaei
- Andranik Teymourian
- Mehdi Torabi
- Ali Hosni
- Dhurgham Ismail
- Mahdi Kamel
- Ahmed Yasin
- Genki Haraguchi
- Hiroshi Kiyotake
- Masato Morishige
- Takashi Usami
- Munther Abu Amarah
- Yaseen Al-Bakhit
- Yousef Al-Naber
- Yousef Al-Rawashdeh
- Baha' Faisal
- Ahmed Samir
- Ali Maqseed
- Aziz Mashaan
- Faisal Zayid
- Ildar Amirov
- Edgar Bernhardt
- Bakhtiyar Duyshobekov
- Almazbek Mirzaliev
- Roda Antar
- Abbas Ahmed Atwi
- Hilal El-Helwe
- Mohammed Ghaddar
- Ali Hamam
- Youssef Mohamad
- Joan Oumari
- Feiz Shamsin
- Mohd Amri Yahyah
- Baddrol Bakhtiar
- Mohd Safiq Rahim
- Safee Sali
- Ahmed Nashid
- Kyaw Ko Ko
- Kyaw Zayar Win
- Suan Lam Mang
- Zaw Min Tun
- Jang Kuk-chol
- Ro Hak-su
- So Hyon-uk
- So Kyong-jin
- Mohammed Al-Ghassani
- Saad Al-Mukhaini
- Qasim Said
- Raed Ibrahim Saleh
- Mus'ab Al-Batat
- Jaka Ihbeisheh
- Matías Jadue
- Pablo Tamburrini
- Khader Yousef
- Jonathan Zorrilla
- Manuel Ott
- Javier Patiño
- Stephan Schröck
- Akram Afif
- Abdelkarim Hassan
- Ahmed Abdul Maqsoud
- Ismaeel Mohammad
- Sebastián Soria
- Salman Al-Faraj
- Osama Hawsawi
- Naif Hazazi
- Faris Ramli
- Lee Chung-yong
- Lee Jeong-hyeop
- Nam Tae-hee
- Moayad Ajan
- Oday Al-Jafal
- Ahmad Kallasi
- Omar Midani
- Fatkhullo Fatkhuloev
- Tana Chanabut
- Kroekrit Thaweekarn
- Serdaraly Ataýew
- Artur Geworkýan
- Ruslan Mingazow
- Süleýman Muhadow
- Mekan Saparow
- Mohamed Ahmed
- Ismail Al Hammadi
- Ahmed Al Hashmi
- Habib Fardan
- Abdullah Mousa
- Mohanad Salem
- Stanislav Andreev
- Server Djeparov
- Azizbek Haydarov
- Eldor Shomurodov
- Đinh Tiến Thành
- Trần Phi Sơn

1 autogol
- Sharif Mukhammad (Jucând contra Japoniei)
- Topu Barman (Jucând contra Australiei)
- Khoun Laboravy (Jucând contra Japoniei)
- Leng Makara (Jucând contra Siriei)
- Ildar Amirov (Jucând contra Australiei)
- Valerii Kichin (Jucând contra Bangladeshului)
- Ali Hamam (Jucând contra Coreei de Sud)
- Zaw Min Tun (Jucând contra Kuwaitului)
- Hamdi Al Masri (Jucând contra Japoniei)
- Serdar Annaorazow (Jucând contra Guamului)
- Mekan Saparow (Jucând contra Omanului)
- Đinh Tiến Thành (Jucând contra Thailandei)